# グアテマラ関係記事の一覧
グアテマラ関係記事の一覧（グアテマラかんけいきじのいちらん）は、Wikipediaに収録のグアテマラ関係記事の一覧である。
グアテマラ出身の人物についてはグアテマラ人の一覧を参照。

## あ行
- アグア山 - 火山
- アグアテカ - 考古遺跡
- アティトラン湖
- アバフ・タカリク - 考古遺跡
- アルタル・デ・サクリフィシオス - 考古遺跡
- アロヨ・デ・ピエドラ - 考古遺跡
- アンティグア・グアテマラ - 都市、世界遺産
- イサバル湖
- ウィピル - 民族衣装
- エスクィントラ - 都市
- エスタディオ・セメントス・プログレソ - 屋外競技場
- エスタディオ・マテオ・フローレス - 屋外競技場
- エル・バウル - 考古遺跡
- エル・ミラドール - 考古遺跡
- オリンピックのグアテマラ選手団
  - 2008年北京オリンピックのグアテマラ選手団
  - 2012年ロンドンオリンピックのグアテマラ選手団

## か行
- カポック - グアテマラなどでみられる木
- カリブ海
- ガリフナ - グアテマラなどに居住する民族
  - ガリフナ音楽
  - ガリフナ語
- キチェ語 - グアテマラ中部に住むキチェ族の言語
- キリグア - 考古遺跡、世界遺産
- グアテマラ
- グアテマラ海軍艦艇一覧
- グアテマラ空軍
- グアテマラ県
- グアテマラ地震 (1976年)
- グアテマラシティ - 首都
- グアテマラ人体実験 - 1940年代に実施された実験
- グアテマラ総督領
- グアテマラ内戦 - 1960年から1996年まで続いた内戦
- グアテマラのイスラム教
- グアテマラの軍事
- グアテマラの国章
- グアテマラの国歌
- グアテマラの国旗
- グアテマラの行政区画
- グアテマラの世界遺産
- グアテマラの大統領
- グアテマラの通貨 ⇒ ケツァル (通貨)
- グアテマラの都市の一覧
- グアテマラの鉄道
- グアテマラの副大統領
- グアテマラの歴史
- グアテマラ文学
- ケツァル (通貨) - 通貨
- ケツァール - 国鳥
- 国際連合グアテマラ人権監視団
- コツマルワパ様式 - 考古遺跡

## さ行
- サッカーグアテマラ代表
- サン・バルトロ - 考古遺跡
- サンホセ空港 (グアテマラ)
- セイバル - 考古遺跡
- 先住アメリカ人の一覧
- スペインによるアメリカ大陸の植民地化#マヤ文明
- 先コロンブス期#マヤ文明

## た行
- タフムルコ山 - 火山。中米の最高峰
- チクソイ水力発電所
- 中央アメリカ連邦共和国 - 1824年から1839年にかけて存在した、グアテマラ総督領を構成していたグアテマラなどの国々からなる国家
- ツォルキン - マヤ文明で使われていた暦
- ティカル - 考古遺跡
- トリマン山 - 火山
- トレ・デル・レフォルマドール - 塔

## な行
- ヌエバ・エスパーニャ - 16世紀前半から18世紀前半にかけてのスペイン帝国副王領。ホンジュラスを含む

## は行
- パカヤ - 火山
- ピエドラス・ネグラス - 考古遺跡
- ピピル - グアテマラなどに居住する民族 ⇒ ナワ族
- フエゴ山 - 火山
- 武装反乱軍 - ゲリラ組織
- プンタ・デ・チミノ - 考古遺跡
- ホンジュラス湾

## ま行
- マチャキラー - 考古遺跡
- マヤ人
- マヤ文明
  - マヤ遺跡一覧
  - マヤ語族
  - マヤ山脈
  - マヤ神話
  - マヤ地域
- ムンド・マヤ国際空港
- モーレ - 料理

## や行
- 野球グアテマラ代表
- ユカタン半島 - 地理
- ユカテコ語 - マヤ語族に属する言語

## ら行
- ラ・アウロラ国際空港
- リーガ・ナシオナル・グアテマラ - サッカーリーグ

## 記号・英数字
記号
- .gt - 国別コードトップレベルドメイン

数字
- 2000 FIFAフットサル世界選手権 - グアテマラで開催

A-Z
- ICAO空港コードの一覧/M#MG - グアテマラ - 空港コード
- ISO 3166-2:GT - 行政区分コード
- Radio Verdad - ラジオ局